# Trigonella latialata
Trigonella latialata là một loài thực vật có hoa trong họ Đậu. Loài này được (Bornm.) Vassilcz. miêu tả khoa học đầu tiên.